# 丹尼弗克 (內布拉斯加州)
丹尼弗克（英語：Dannevirke）是位於美國內布拉斯加州霍華德縣的非建制地區。

## 歷史
丹尼弗克的郵局於1880年設立，其後於1904年停運。

## 地理
丹尼弗克所處的海拔為高於海平面615米（即2018英呎），而該地所採用的時區為UTC-6，即北美中部时区（CST）。同時該地設有夏令時間，為UTC-6調快一小時，即UTC-5（CDT）。